# Wanda z Bandą i bez Bandy
Wanda z Bandą i bez Bandy – album kompilacyjny grupy Wanda i Banda, wydany w 1992 roku nakładem wydawnictwa Intersonus.

## Lista utworów
Źródło:.
1. „Nie będę Julią” – 3:40
2. „Kochaj mnie miły” – 3:18
3. „Mamy czas” – 4:30
4. „Fabryka marzeń” – 3:45
5. „Para goni parę” – 3:40
6. „Hi-Fi” – 4:37
7. „Stylowe ramy” – 3:30
8. „Hej, heja hej” – 3:58
9. „Dziewczyny zgubią cię” – 3:12
10. „Chcę zapomnieć” – 4:02
11. „Własna California” – 3:45
12. „Tylko tobie ogień” – 4:07
13. „Nikomu niczego” – 5:05
14. „Chicago nad Wisłą” – 2:55
15. „Proza życia” – 4:48
16. „To naprawdę niesłychane” – 4:00
17. „Za nami ten grzech” – 3:20

## Twórcy
Źródło:.
- Wanda Kwietniewska – śpiew
- Dominik Dobrowolski – perkusja
- Zbigniew Krebs – gitara
- Wojciech Wysocki – instrumenty klawiszowe